# Gavinana (Firenze)
Gavinana è uno dei quartieri più antichi di Firenze, costruito sulla sponda sinistra dell'Arno nella parte sud-orientale della città e confina con il comune di Bagno a Ripoli. Insieme a quello del Galluzzo forma il Quartiere 3 di Firenze.

## Storia e toponomastica

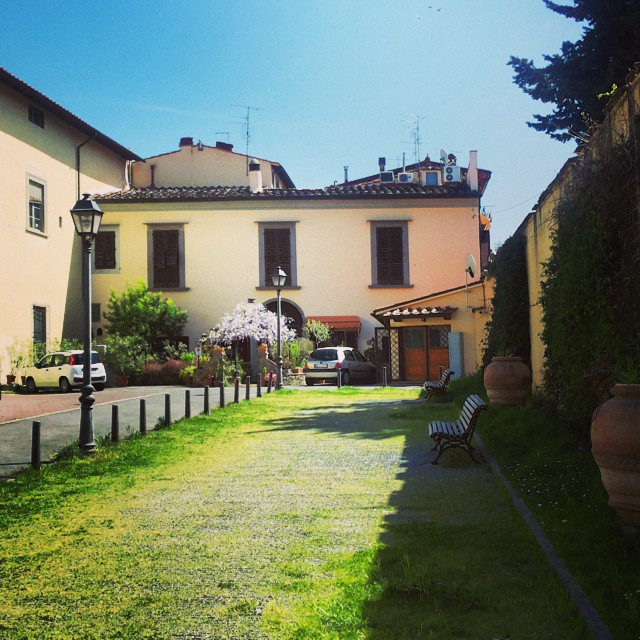
La villa del Bandino nel luogo detto appunto "il Bandino"

Il quartiere di Gavinana inizia il proprio sviluppo contemporaneo dalla zona di Ricorboli, per altro centro documentato fin dall'XI secolo D.C., a partire dagli anni 60 del XIX secolo, a seguito cioè dello spostamento a Firenze della Capitale del Regno d'Italia, ma e nei primi anni del '900 che si ha una vera e propria espansione urbanistica, con villette e altre costruzioni in stile umbertino, sul trecentesco tracciato della via di Ripoli che conduceva verso sud-est zona che anticamente era chiamata Piano di Ripoli come si dice nelle antiche cronache:
(Agostino Ademollo, Luigi Passerini, Marietta de' Ricci, ovvero Firenze al tempo dell'assedio: Racconto storico, Volume 4, Chiarli, 1853, p. 1283)

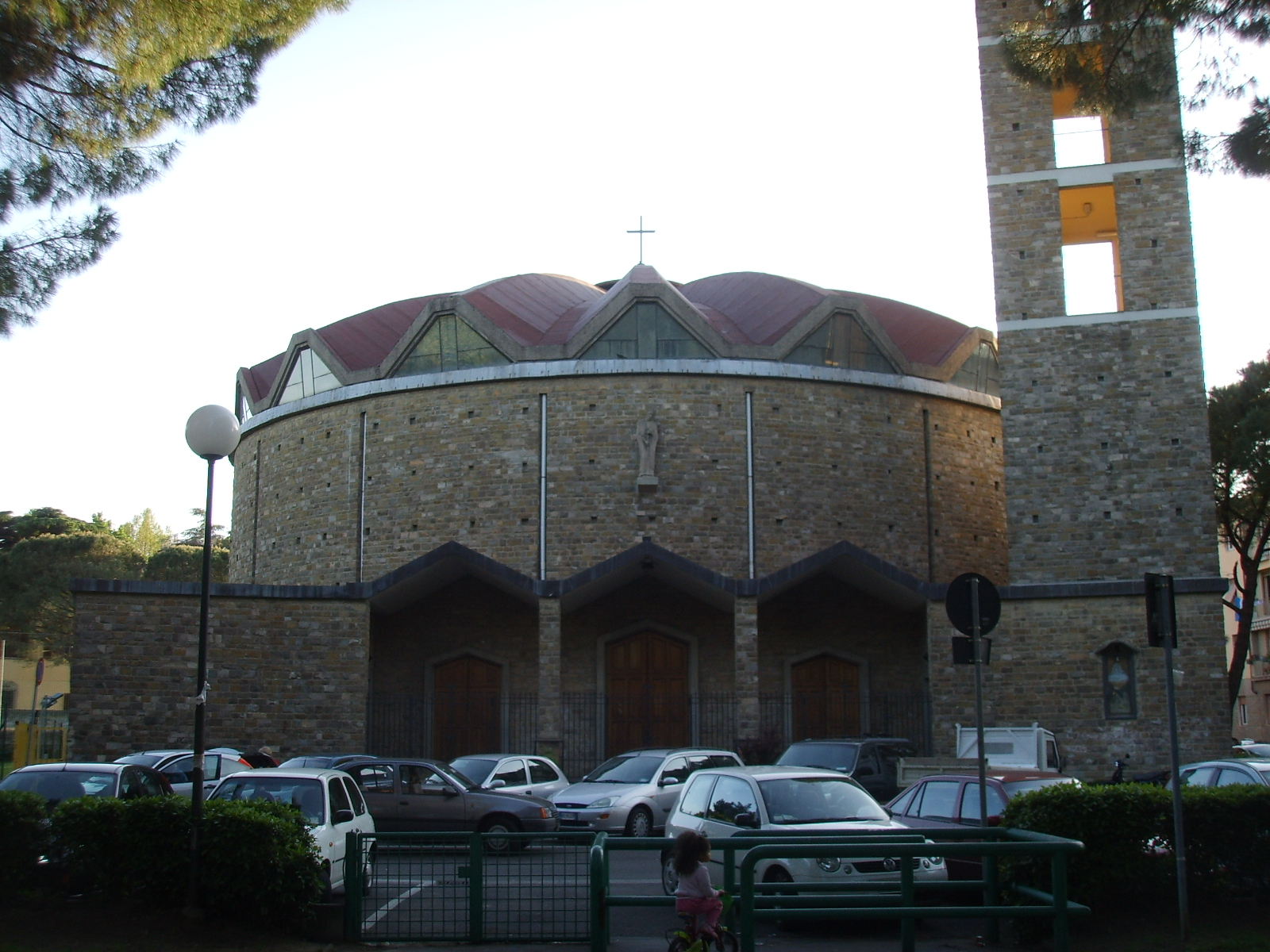
Chiesa di San Piero in Palco

Oggi il quartiere prende il nome dalla sua piazza centrale, dedicata alla battaglia di Gavinana, località della Montagna Pistoiese dove Francesco Ferrucci, a capo delle truppe fiorentine, si scontrò con le truppe dell'Imperatore Carlo V e fu ucciso, al tempo dell'Assedio di Firenze del 1529-1530. Poco distante da piazza Gavinana si trovano il lungarno e la piazza intitolati a Francesco Ferrucci.
Caratteristica del quartiere è la toponomastica stradale, spesso rifacentesi a personaggi della storia fiorentina del Medioevo e del Rinascimento, e in particolare a comandanti militari o a capitani di ventura e umanisti.
Tre ponti che attraversano l'Arno lo collegano all'altra sponda della città: il ponte San Niccolò (un tempo popolarmente chiamato Ponte di Ferro), il più recente (degli anni '70) ponte Giovanni da Verrazzano e dal 1981 il ponte di Varlungo che collega l'Arno con l'uscita Firenze sud dell'Autostrada del Sole all'altezza della frazione Nave a Rovezzano.
L'urbanizzazione relativamente recente della zona ha preservato alcune realtà architettoniche preesistenti. Nella zona di Gavinana si trovano la chiesa di Santa Margherita a Montici e la chiesa di Santa Maria a Ricorboli, ricostruita tra il 1906 e il 1926, su progetto di Enrico Au-Capitaine (1843-1909), a sostituire la più antica chiesa risalente al XIV secolo (della vecchia chiesa restano soltanto l'altare maggiore e il campanile; la chiesa conteneva la tavola della Madonna del rifugio attribuita a Giotto: l'opera è oggi collocata e visibile nella nuova chiesa). Inoltre la Villa di Rusciano, voluta da Luca Pitti su disegno di Filippo Brunelleschi, Villa Il Tasso già abitazione dello storico dell'arte Roberto Longhi oggi sede di una delle più importanti strutture di studio della storia dell'arte di Firenze, la cosiddetta Fondazione Longhi e la Villa del Bandino che dà il nome alla parte del quartiere più antica e storico-culturale detta appunto il Bandino, dentro il giardino della villa fu costruita nel 1746 la cosiddetta Grotta del Bandino ad imitazione delle grandi grotte cinquecentesche delle ville medicee e della Grotta di Boboli costruita dall'architetto Bernardo Buontalenti nel giardino omonimo.
Alcuni edifici seicenteschi, in qualche caso raggiungibili percorrendo strade strette separate da mura continue rispetto ai campi adiacenti, conferiscono a tutt'oggi alle zone meno trafficate del quartiere l'atmosfera rievocata dalle opere di Ottone Rosai dal momento che l'urbanizzazione non ha cancellato del tutto l'antica sistemazione del territorio.
Il quartiere di Gavinana fu pesantemente colpito dall'alluvione di Firenze del 1966; nella zona compresa tra piazza Gualfredotto da Milano e via Niccolò da Uzzano, i punti più bassi della zona, ma l'acqua arrivò fino alla zona collinare intorno a via Erbosa e il Bandino dove raggiunse un'altezza di circa cinque metri. A Carlo Maggiorelli, operaio dell'acquedotto sorpreso sul lavoro dall'ondata di piena, è stata dedicata una via a pochi passi dall'impianto dell'Anconella, poi trasformato in parco che, insieme all'Albereta, è oggi uno dei polmoni verdi del quartiere.
Il quartiere di Gavinana continuò la sua espansione nel corso degli anni '70-80 fino a raggiungere il borgo di Ponte a Ema e il comune di Bagno a Ripoli a sud-est, con la costruzione del comprensorio di Sorgane, e sul confine ovest la collina di Arcetri e il viale dei Colli.

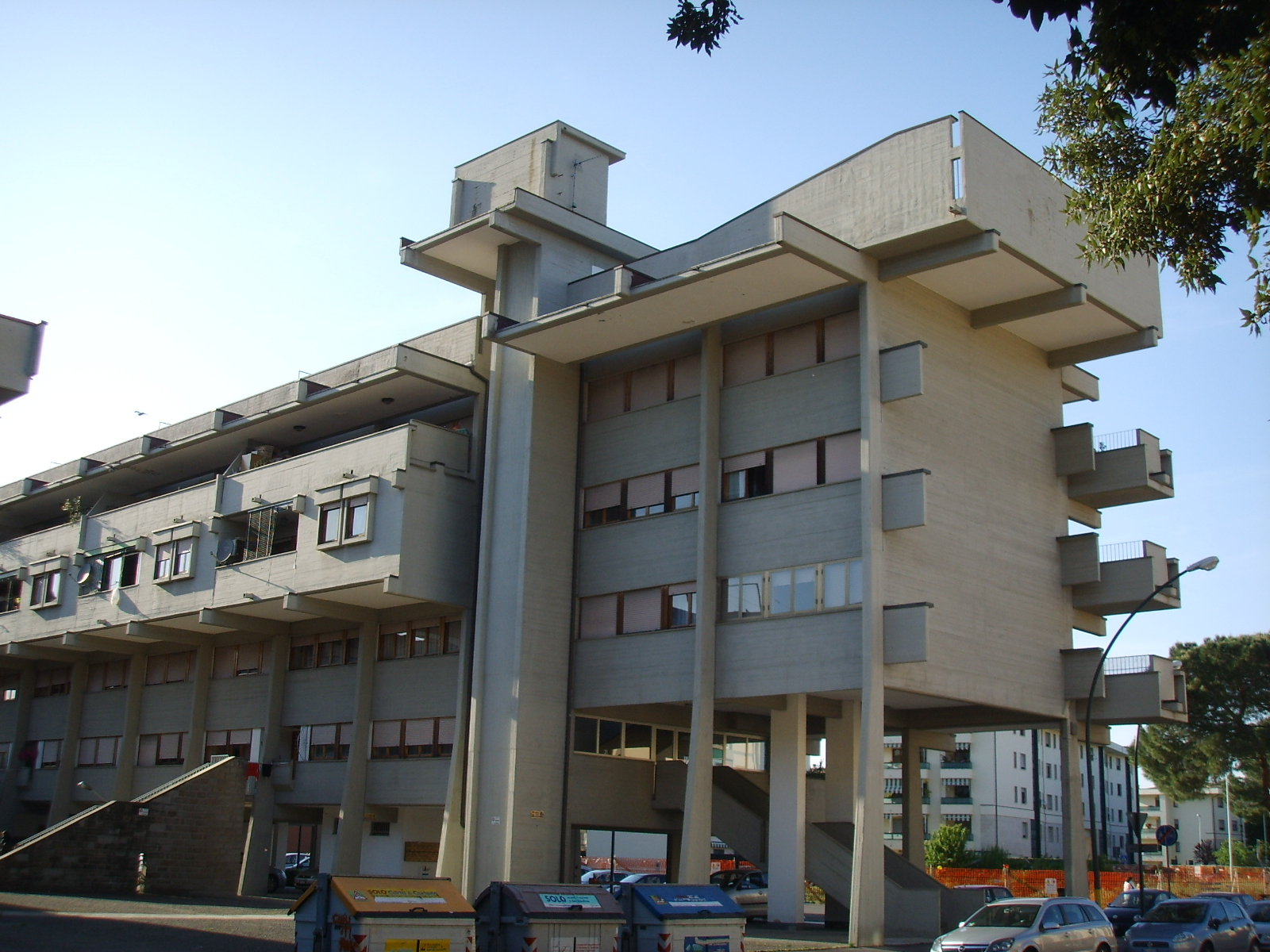
Moderno comprensorio di Sorgane

Tra i cambiamenti intervenuti nel corso degli ultimi decenni va notata la scomparsa di molte attività industriali, alcune delle quali occupavano aree di ampiezza ragguardevole come quella dell'Area ex-Longinotti tra via Erbosa e piazza del Bandino (oggi intitolata al ciclista Gino Bartali, che si spense proprio nella zona di Gavinana). Queste aree hanno lasciato il posto a grandi magazzini e ad attività commerciali.

## I caduti di Pian dell'Albero
Durante la Seconda guerra mondiale il quartiere di Gavinana fu un centro di reclutamento di partigiani della Brigata d'Assalto Garibaldi Sinigaglia costituitasi nel giugno del 1944. Il 20 giugno del '44 la Brigata fu intercettata durante un rastrellamento dei tedeschi presso la località Pian dell'Albero durante la quale fecero 20 morti mentre 21 prigionieri, fra cui alcuni soldati russi, furono subito impiccati.
Oggi, nel quartiere di Gavinana, ci sono due monumenti che ricordano questo eccidio, una targa che si trova sulla facciata della Scuola Elementare Giovanni Villani in Viale Donato Giannotti, e un monumento in Piazza Cardinale Elia Dalla Costa che ricordano i nomi dei caduti.

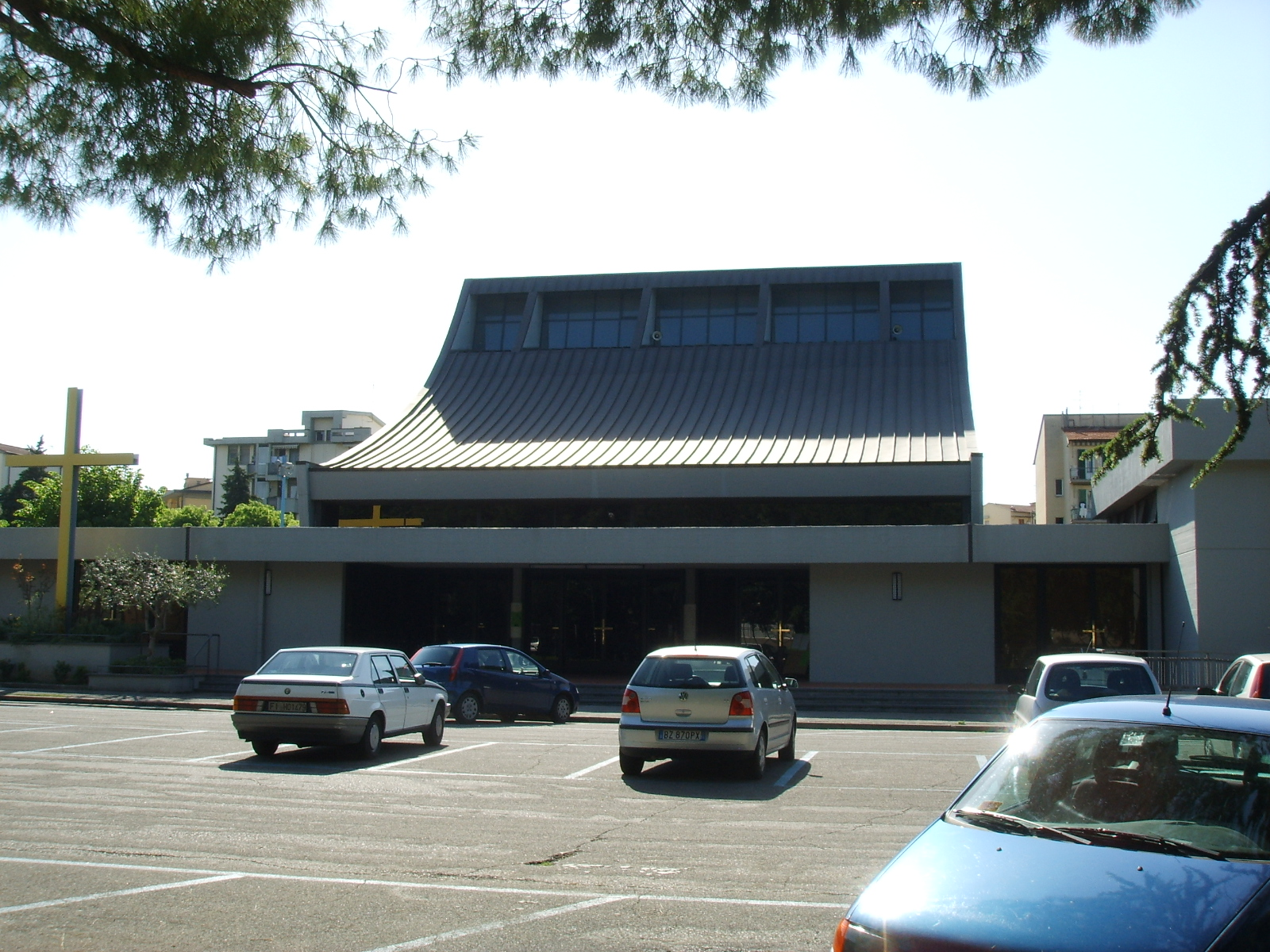
Chiesa del Corpus Domini al Bandino

## Edifici religiosi

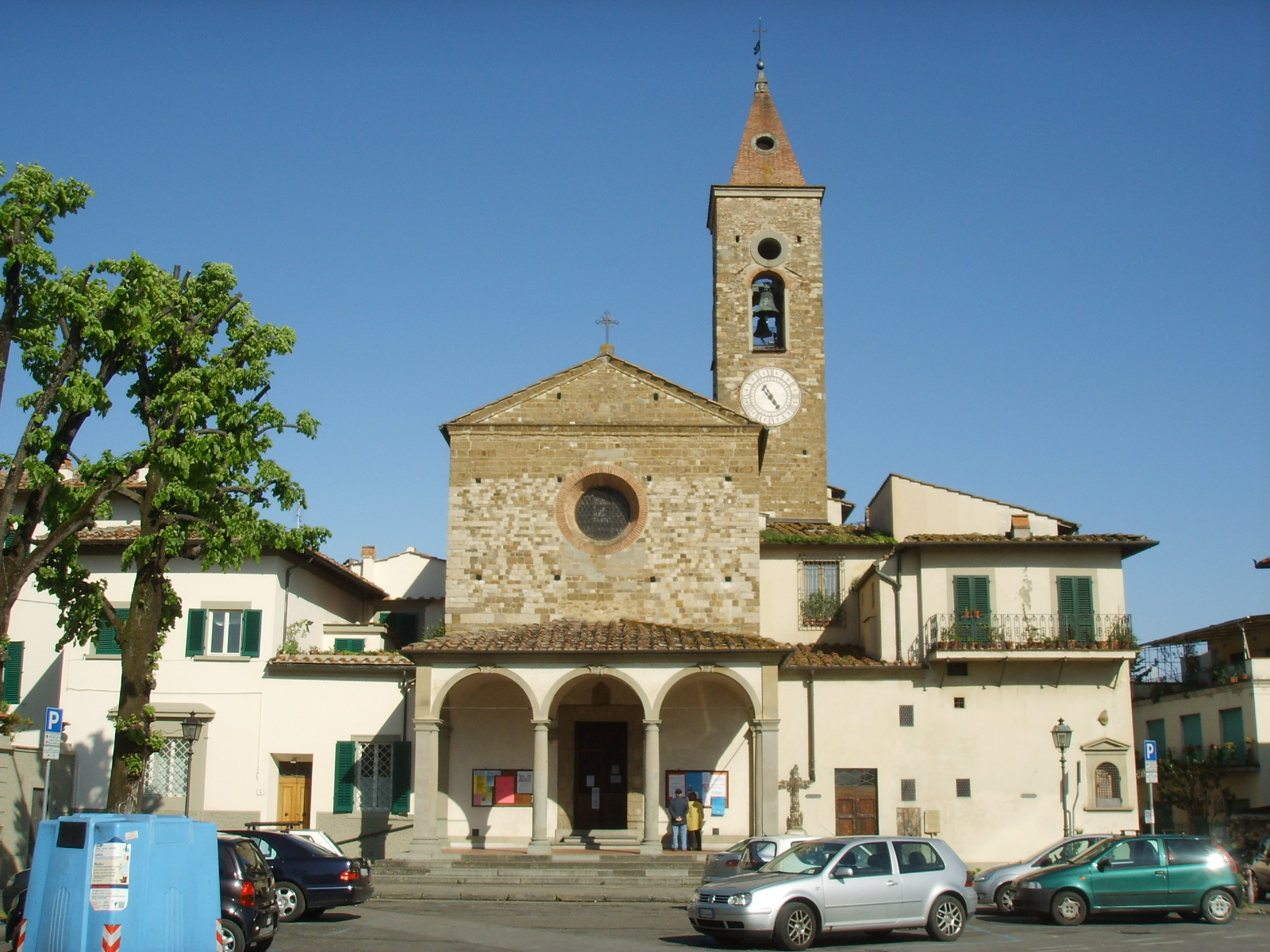
Chiesa di San Bartolomeo, detta anche Badia a Ripoli

- Chiesa di San Piero in Palco, Piazza Elia dalla Costa, terminata nel 1959.
- Chiesa del Corpus Domini al Bandino, Via Reims, iniziata nel 1969 e terminata nel 1975.
- Chiesa di Santa Maria a Ricorboli, Via Carlo Marsuppini, edificata nel XIV secolo.
- Chiesa di San Marcellino, Via di San Marcellino, edificata nel IX secolo.
- Abbazia di San Bartolomeo a Ripoli, Piazza di Badia a Ripoli, edificata nel 790.
- Chiesa di Santa Maria e Santa Brigida al Paradiso, Via Benedetto Fortini, notizie nel 1181.
- Chiesa di Santa Brigida al Paradiso, Via del Paradiso, fondata nel 1390.
- Chiesa di San Piero in Palco di Badia, Via Badia a Ripoli, consacrata nel 1360.
- Chiesa della Resurrezione di Nostro Signore Gesù Cristo, Via Villamagna, edificata nel 1965.

## Edifici civili
- Villa Il Merlo Bianco, in via di Ripoli, risalente al XV secolo
- Villa del Bandino
- Villa di Rusciano
- Villa Il Tasso
- Villa Il Larione
- Sorgane

### Teatri
- Teatro dell'Affratellamento, Via Giampaolo Orsini, 73, costruito nel 1876.
- Teatro Lumière, Via di Ripoli 231, costruito nel 1973, ex cinema parrocchiale del Centro Incontri, completamente ristrutturo riapre con l'insegna Lumière nel 2010
- Teatro Reims, Via Reims, costruito nel 1976.
- Teatro Il Palco, Piazza Cardinale Elia Dalla Costa 25, situato all'interno della Casa della Gioventù.

## Impianti sportivi
- Sede della Rari Nantes Florentia, Lungarno Francesco Ferrucci
- U.S.D. Virtus Firenze, Scuola Calcio, Via di Ripoli 88
- G.S.D. Albereta San Salvi, scuola calcio, Nave a Rovezzano

## Parchi
- Parco dell'Anconella, Via Villamagna
- Parco dell'Albereta, Via Villamagna

## Suddivisione del Quartiere

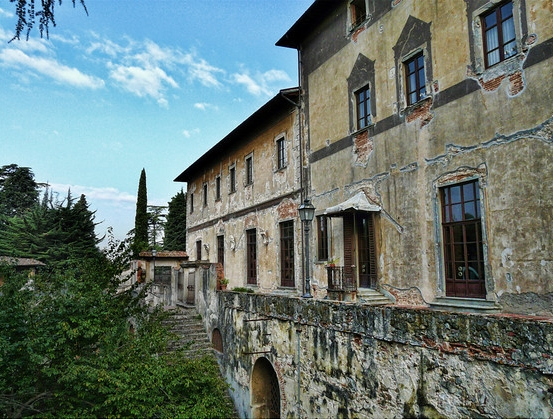
La villa di Rusciano

- Bandino
- La Colonna
- Paradiso
- Le Lame
- Sorgane
- Ricorboli
- Cinque Vie
- Badia a Ripoli
- Nave a Rovezzano